# La Molina

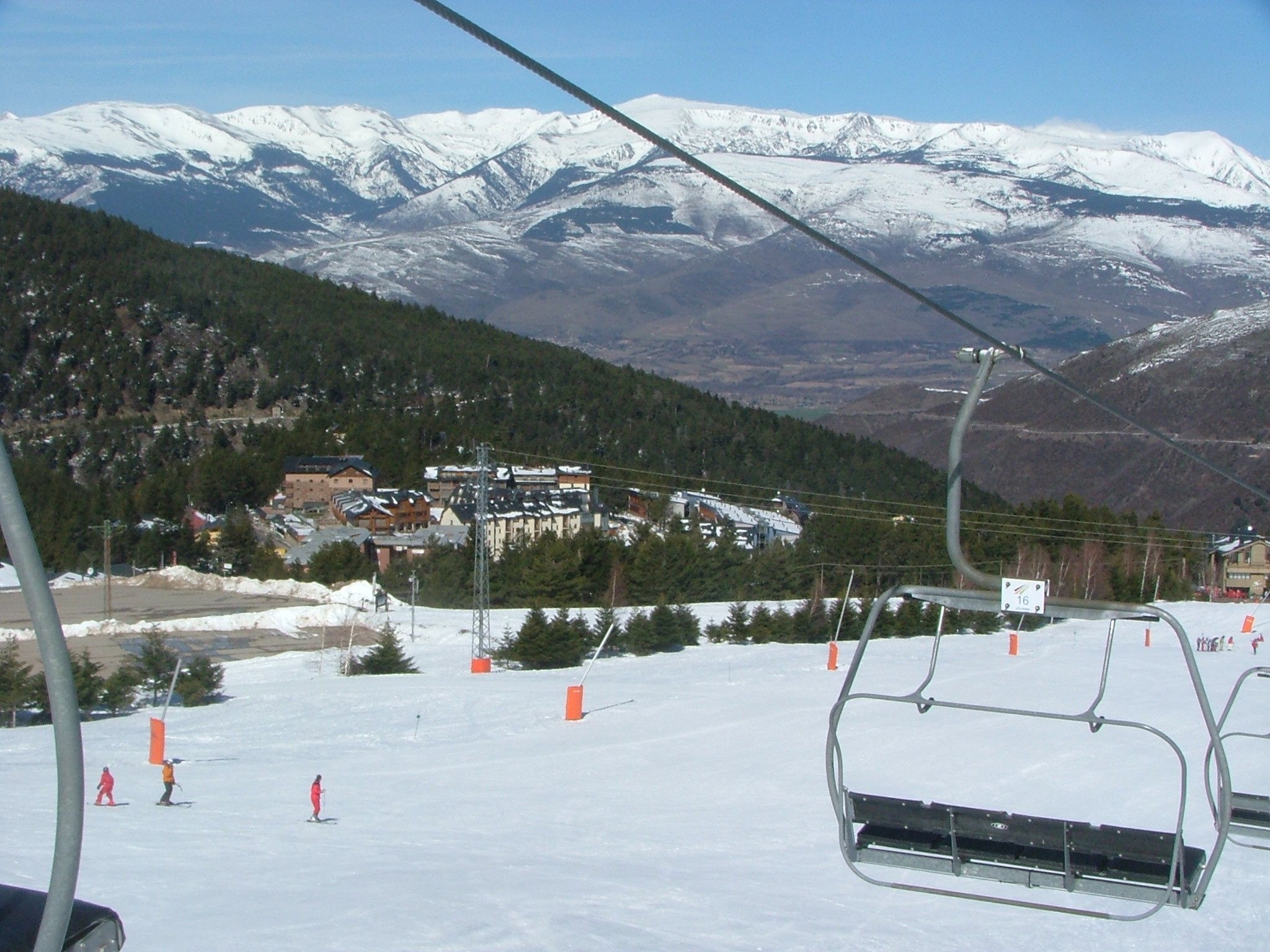
La Molina

La Molina je lyžařské středisko ležící v Pyrenejích v severovýchodním Španělsku, poblíž katalánské obce Alp. Společně se sousedním střediskem Masella tvoří lyžařský komplex nazývaný Alp 2500.

## Historie
Jedná se o nejstarší španělské lyžařské středisko. V roce 1943 zde byl otevřen první lyžařský vlek v zemi a o rok později začala fungovat lyžařská škola.

## Popis střediska
Rozkládá se v nadmořské výšce 775 až 2445 m. Je zde celkem 60 kilometrů sjezdovek, pro dopravu lyžařů slouží především sedačkové lanovky.
K dispozici je také kratší trať pro běžecké lyžování (asi 5 km) a skokanský můstek.

## Významné akce
Ve středisku se konaly závody Světového poháru v alpském lyžování a snowboardingu. Středisko hostilo také Mistrovství světa ve snowboardingu v roce 2011.